# Buzi (profeet)
Buzi (mijn minachting) was de moeder of de vader van de profeet Ezechiël. Van Ezechiël wordt, net als van Jeremia, gezegd een afstammeling te zijn geweest van Jozua, door zijn huwelijk met de proseliet Rachab.
Sommige geleerden beweren dat Ezechiël eigenlijk Jeremia of de zoon van Jeremia was, die (ook) wel "Buzi" werd genoemd, omdat hij werd veracht door de Joden.